# WeTransfer
WeTransfer – usługa internetowa pozwalająca na przechowywanie danych w ramach internetowej przestrzeni dyskowej. Siedziba przedsiębiorstwa mieści się w Holandii.
Usługa umożliwia użytkownikowi wstawianie plików w celu przekazania ich innym osobom w internecie. Dane są udostępniane pod internetowym odsyłaczem, który, po podaniu odpowiednich danych, jest przesyłany na wskazany adres poczty elektronicznej. Tym samym usługa pozwala na ominięcie ograniczeń wielkości plików, często rygorystycznie narzucanych przez serwery poczty elektronicznej. Do dyspozycji użytkownika pozostawiono także możliwość bezpośredniego wgrania kolekcji plików, poprzez udostępnienie pełnego folderu.
W wersji bezpłatnej serwis akceptuje dane o rozmiarze do 2 GB; natomiast wersja odpłatna usługi dopuszcza pliki i foldery o ogólnym rozmiarze nieprzekraczającym 20 GB. Ta druga opcja daje przy tym do dyspozycji 1 TB wirtualnej przestrzeni dyskowej oraz oferuje szersze możliwości zarządzania udostępnianymi danymi (ochrona hasłem, określenie daty ważności odsyłacza).
Serwis został założony w 2009 roku. Jego twórcami są Rinke Visser, Ronald „Nalden” Hans i Bas Beerens. Oprócz samego serwisu internetowego oferowana jest aplikacja mobilna o podobnej funkcjonalności.
W październiku 2018 r. aplikacja WeTransfer została uruchomiona ponownie pod nazwą „Collect by WeTransfer”. W maju 2020 r. aplikacja została zablokowana w Indiach.
Usługa WeTransfer ma ponad 37 mln unikalnych użytkowników oraz odnotowuje blisko 100 mln przekazów danych miesięcznie (doniesienia z 2016 roku). W październiku 2020 serwis był umieszczony w statystykach Alexa na miejscu 129 globalnie, w Stanach Zjednoczonych na 230.